# マイク・ペトリ
マイク・ペトリ（Mike Petri、1984年8月16日 - ）は、メジャーリーグラグビー、ラグビー・ユナイテッド・ニューヨークに所属するラグビー選手。

## プロフィール
- アメリカ・ニューヨーク市ブルックリン区出身。
- ポジションはスクラムハーフ(SH)。
- 身長 178cm、体重 83kg
- U20アメリカ代表に選ばれたことがある[1]。
- アメリカ代表キャップは57（2020年7月現在）でラグビーワールドカップ2007・ラグビーワールドカップ2011・ラグビーワールドカップ2015のアメリカ代表に選ばれた[2]。

## 略歴
セール・シャークス、ドラゴンズを経て、2018年、ラグビー・ユナイテッド・ニューヨークに加入。